# توماس آمر
توماس آمر (انگلیسی: Thomas Ammer؛ ۱۹ ژوئیهٔ ۱۹۳۷ – ۱۱ اکتبر ۲۰۲۴) تاریخ‌نگار اهل آلمان بود.
آمر در ۱۱ اکتبر ۲۰۲۴، در اویسکیرشن ، نوردراین-وستفالن در آلمان، در سن ۸۷ سالگی درگذشت.